# نسرين الصبيحي
نسرين الصبيحي إعلامية ومخرجة وصانعة أفلام أردنية، خريجة كلية الإعلام جامعة الشرق الأوسط، حاز فيلمها وما جاء الفجر، جائزة العلم والتعلم كأفضل فيلم في مهرجان مدريد الدولي، كما فاز بجائزة أفضل فيلم وثائقي قصير في مهرجان شمال أوروبا للأفلام الدولي الذي عُقد في لندن، وحاز أيضًا جائزة أفضل فيلم وثائقي قصير في مهرجان جنوب أوروبا الدولي للأفلام، والذي عُقد في فالنسيا بأسبانيا.

## أفلامها
- وما جاء الفجر، فيلم وثائقي يروي قصصًا عن معاناة الأطفال بسبب الحرب في اليمن.[2][3]
- ماذا بقي مني؟، فيلم وثائقي عن الذين فقدوا أطرافهم بسبب الألغام في اليمن. حاز جائزة أفضل فيلم وثائقي قصير في مهرجان جنوب أوروبا.[4]
- عاصم، يتناول مجاعة مدينة أسلم اليمينية بسبب الحرب، حصل الفيلم على جائزة أفضل مخرجة للأفلام الوثائقية، وجائزة أفضل تصوير سينمائي للأفلام الوثائقية، في مهرجان شرق أوروبا الدولي للأفلام، وحصل أيضًا على جائزة العلم والتّعلم في مهرجان غرب أوروبا الدولي للأفلام في بروكسل، وهو الفيلم العربي الوحيد المنافس بين أكثر من 220 فيلما من أنحاء العالم.[5][6][7]